# Abbas ibn Abd al-Muttalib
Abbas of Al Abbas ibn Abd Al Moettalib (Arabisch:لعباس بن عبد المطلب) was een rijk koopman uit Mekka (566-653). Hij was een oom van de profeet Mohammed, maar werd slechts enkele jaren voor Mohammed geboren. Hij was een van de jongste broers van de vader van Mohammed.
Abbas was getrouwd met Umm al-Fadl Lubaba, die later een van de eerste vrouwen was, die zich tot de islam keerden. Abbas zelf accepteerde de islam pas twintig jaar later, vlak voor de val van Mekka. Samen waren ze de ouders van Abdullah ibn Abbas en Fadl ibn Abbas. Abdullah ibn Abbas geldt als een van de meest vooraanstaande en geleerde exegeten van de Koran.
Hij bestreed Mohammed in de Slag bij Badr, maar werd daar gevangengenomen. Tijdens zijn gevangenschap bekeerde Abbas zich tot de islam en werd daarna een van Mohammeds trouwste volgelingen en helpers. Hij behoorde daardoor tot de Sahaba, de groep die Mohammed nog tijdens zijn leven volgde.
Hij is de stamvader van de Abbasiden.
Abbas is begraven op de Jannatul Baqi begraafplaats in Medina, Saudi-Arabië.